# كتابة مشتركة

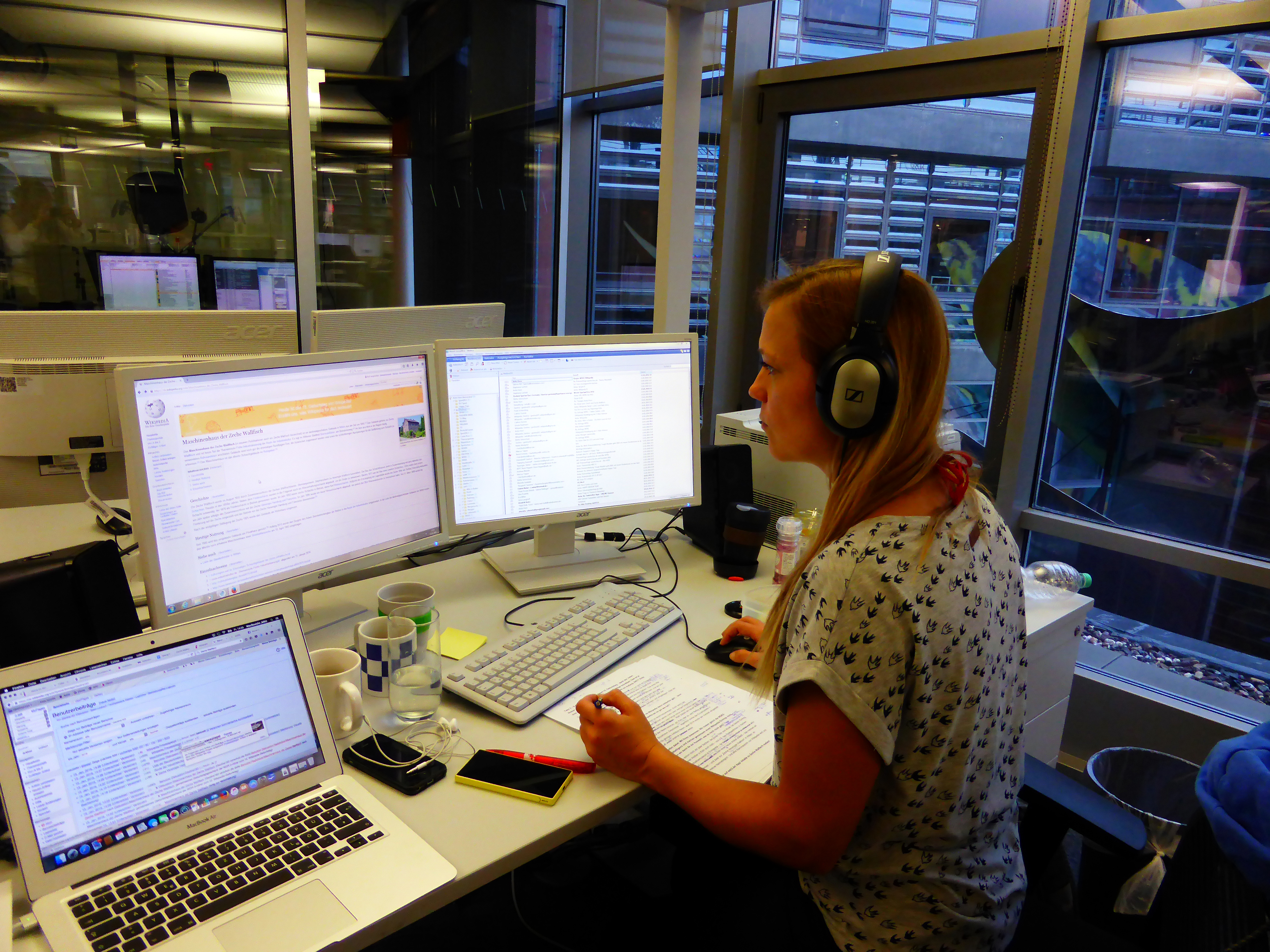

كتابة مشتركة يقصد به المشاريع الكتابية التي تُنجز بواسطة مجموعة أشخاص يتعاونون معاً بدلاً من العمل بشكل فردي. بعض هذه المشاريع الكتابية يشرف عليها محرر أو فريق تحرير والبعض الآخر يمضي دون إشراف. كما تستخدم الكتابة المشتركة كطريقة لتعليم المؤلفين الجدد كيفية الكتابة.

## روابط
- Collaborative writing